# Обърната медуза
Обърнатите медузи (Cassiopea andromeda) са вид същински медузи от семейство Cassiopeidae.
Таксонът е описан за пръв път от Пер Форскол през 1775 година.